# Renate Müller
Pour les articles homonymes, voir Müller.
Renate Müller est une actrice et chanteuse allemande, née à Munich le 26 avril 1906 et morte à Berlin le 7 octobre 1937. Elle fut l'une des actrices les plus en vue du cinéma allemand du début des années 1930, bien qu'elle refusât de tourner dans les films de propagande du parti nazi. Elle meurt à 31 ans, officiellement d'épilepsie, bien que les circonstances de sa mort restent floues.

## Biographie
Renate Müller prend des cours de chant à Munich au cours de sa scolarité et, après avoir déménagé avec ses parents à Berlin en 1924, des cours de théâtre à l'école de Max Reinhardt. En 1925, elle débute dans Le Songe d'une nuit d'été au Bergtheater Thale dans le Harz. Puis elle travaille au Lessingtheater, au Barnowsky-Bühnen et au Staatstheater de Berlin. Elle découvre le cinéma muet en 1928 où elle tient plusieurs rôles principaux. Mais, c'est dans le cinéma parlant que sa voix alliée à sa beauté de blonde aux yeux bleus la porte au pinacle. Dans Aimé des dieux (1930), Viktor und Viktoria (1933) et Allotria (1936), elle devient une véritable marque de fabrique du cinéma allemand. Son interprétation de la chanson Ich bin ja heut so glücklich (« Je suis si heureuse aujourd'hui ») pour le film  Die Privatsekretärin (1931) en fait un air très populaire.
Le Dr Goebbels, ministre de la Propagande, veut récupérer sa gloire au profit du cinéma nazi mais elle y montre peu d'intérêt. Elle est alors confrontée à des obstructions systématiques pour exercer son métier. En 1936, elle ne doit qu'à sa popularité les rôles principaux dans des films d'aventure apolitiques Eskapade et Allotria. En 1937, elle est toutefois contrainte de participer à un film de propagande, Togger. Elle a par ailleurs une liaison avec un juif, fils du banquier Georg Deutsch, qui finit par émigrer à Paris ; cela n'arrange pas sa situation. Elle est placée sous surveillance permanente de la Gestapo. Elle sombre alors dans l'alcool et la drogue, et souffre d'épilepsie.
En septembre 1937, selon son amie l'actrice Sybille Schmitz, elle est retrouvée inconsciente sur la terrasse de sa maison de Berlin-Dahlem, avec une blessure à la tête : elle serait tombée ivre du premier étage.
Elle meurt subitement dans un hôpital de Berlin le 7 octobre 1937, deux semaines après sa chute.
Renate Müller est inhumée au cimetière de Berlin-Lichterfelde (Thunerplatz 2-4). On interdit à ses amis comédiens d'assister aux obsèques, et celles-ci sont filmées par la Gestapo.
La propriété de Renate Müller est confisquée et vendue aux enchères publiques, alors que ses parents et sa sœur y vivent encore.
Les circonstances de sa mort soulevèrent beaucoup de spéculations.
Sa vie a été adaptée au cinéma dans Liebling der Götter (1960) où son personnage est interprété par Ruth Leuwerik. La famille Müller porta plainte contre le film, sous le motif que l'action s'écartait des faits historiques.

## Filmographie
- 1929 : Drei machen ihr Glück
- 1929 : Revolte im Erziehungshaus
- 1929 : Pierre le matelot (Peter der Matrose) de Reinhold Schünzel
- 1930 : Liebeslied
- 1930 : Das Flötenkonzert von Sans-souci
- 1930 : Der Sohn der weißen Berge
- 1930 : Aimé des dieux
- 1930 : Liebe im Ring
- 1931 : Sturm im Wasserglas
- 1931 : Der kleine Seitensprung
- 1931 : Die Privatsekretärin
- 1931 : Sunshine Susie/The Office Girl (GB, Remake de Die Privatsekretärin)
- 1932 : Mädchen zum Heiraten
- 1932 : Marry Me (GB, Remake de "Mädchen zum Heiraten")
- 1932 : 13 bei Tisch
- 1932 : Wie sag' ich's meinem Mann?
- 1932 : Wenn die Liebe Mode macht
- 1933 : Viktor und Viktoria
- 1933 : Walzerkrieg
- 1933 : Saison in Kairo
- 1934 : Die englische Heirat
- 1935 : Liselotte von der Pfalz
- 1935 : Liebesleute
- 1936 : Eskapade
- 1936 : Allotria
- 1937 : Togger

## Chansons
- 1931 : Mein Herz hab' ich gefragt
- 1931 : Ich bin ja heut' so glücklich
- 1931 : Today I Feel So Happy
- 1931 : Just Because I Lost My Heart To You
- 1932 : Ich möcht' heiraten
- 1932 : Du kannst so liebenswürdig sein
- 1932 : Ein bisschen Freude können wir alle gebrauchen
- 1932 : Wie sag' ich's meinem Mann?
- 1932 : Ich hab' schon oft an die Freiheit gedacht
- 1932 : Wonderful To Me
- 1932 : A Little Sunshine
- 1932 : Man trägt Rot wenn man verliebt ist
- 1932 : Wer einmal nur geküsst ein Midinettchen
- 1932 : Marry Me
- 1933 : Mir ist so, ich weiß nicht wie
- 1933 : Quelque chos' me dit
- 1933 : Saison in Kairo
- 1933 : Une idylle au Caire
- 1933 : An der Donau, wenn der Wein blüht
- 1933 : Wenn der Lanner spielt einen Walzer
- 1933 : Rosen und Liebe
- 1933 : An einem Tag im Frühling  (Pour le film Viktor und Viktoria)
- 1933 : Komm ein bisschen mit nach Madrid (Pour le film Viktor und Viktoria)
- 1934 : Ohne Dich gibt's kein Vergnügen
- 1934 : Liebe ist ein Geheimnis